# Calycopis xeneta
Calycopis xeneta är en fjärilsart som beskrevs av William Chapman Hewitson 1877. Calycopis xeneta ingår i släktet Calycopis och familjen juvelvingar. Inga underarter finns listade i Catalogue of Life.

## Bildgalleri

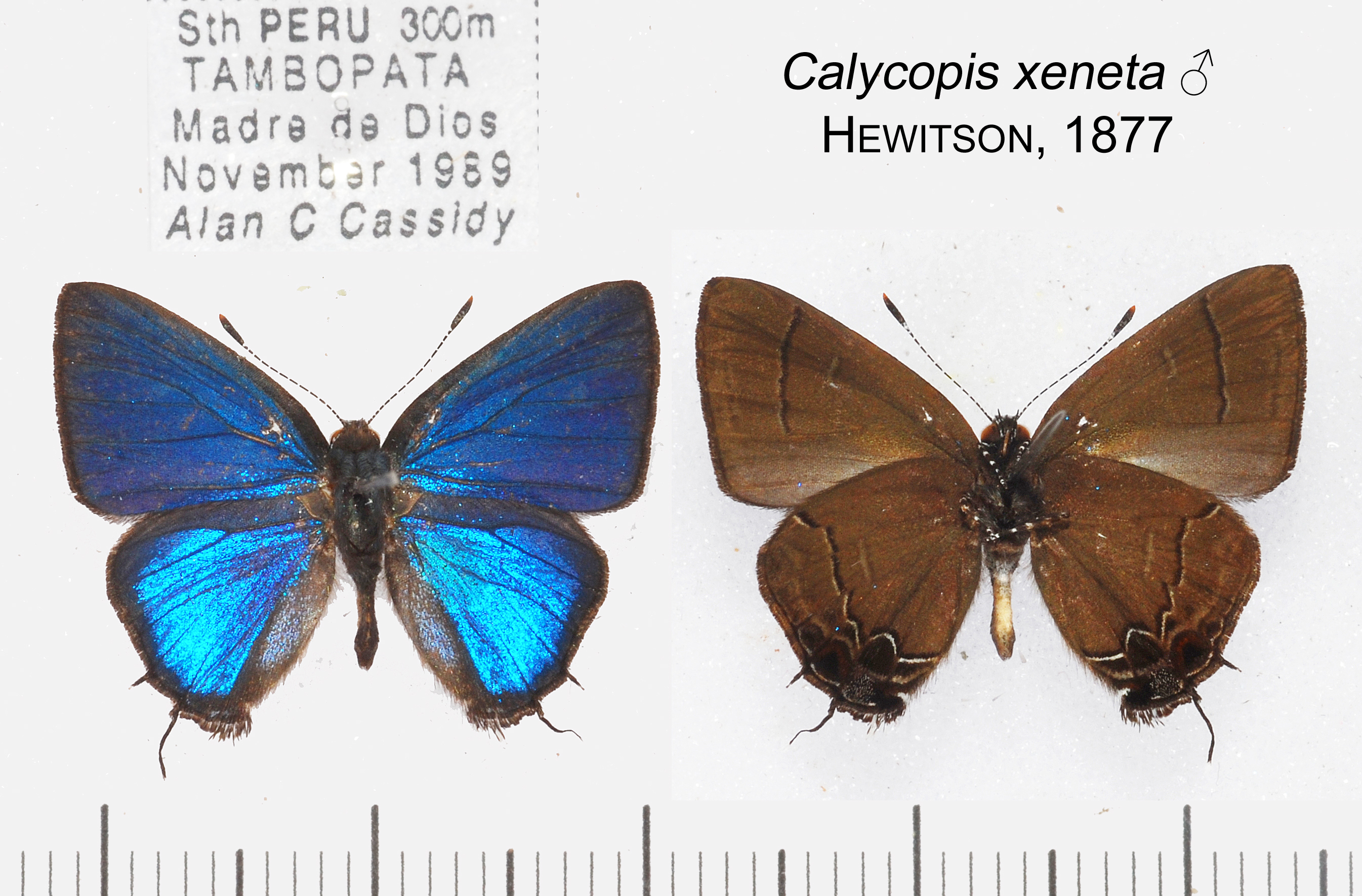
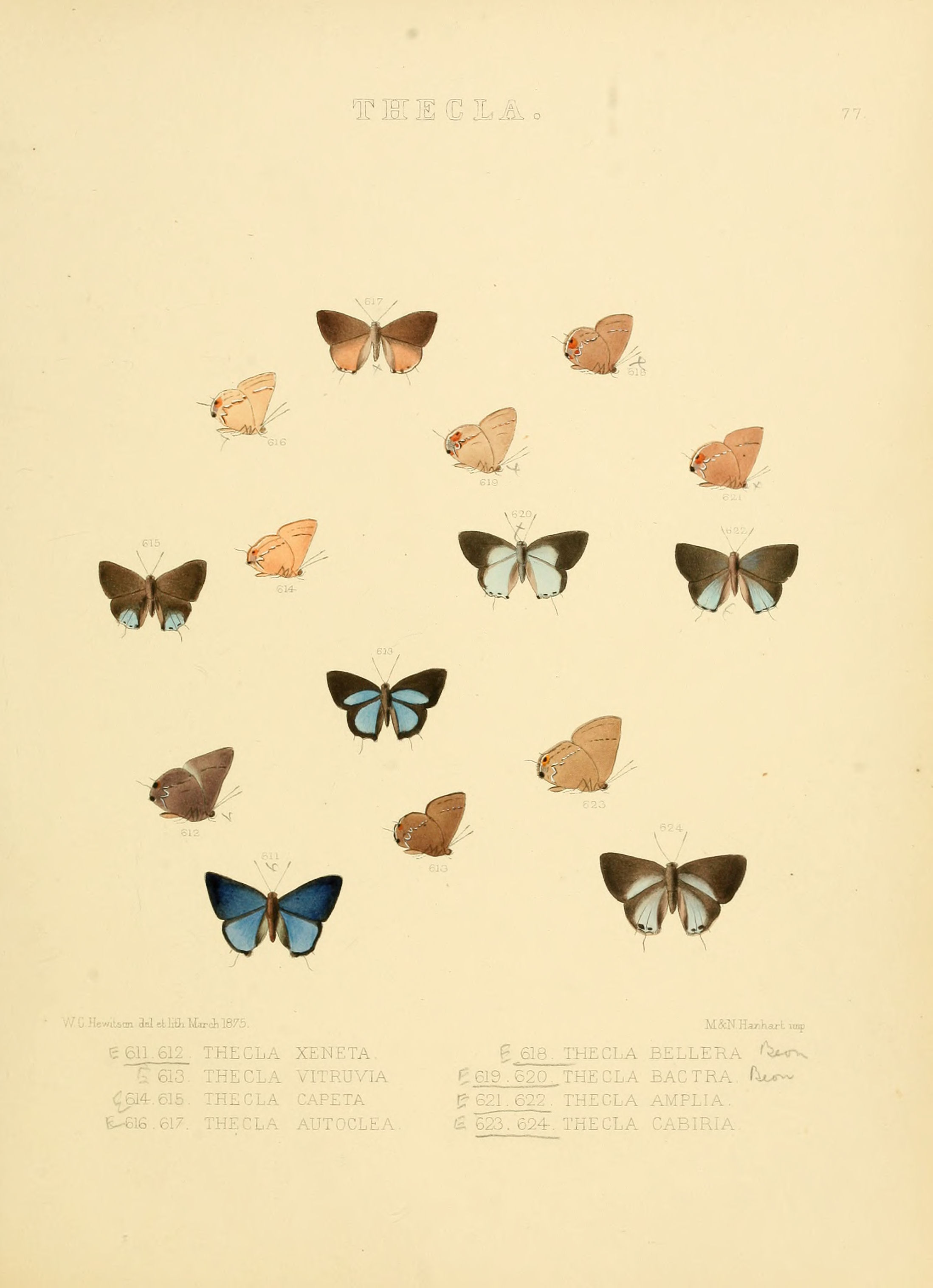